# برزنون
برزنون_برزین مهر
برزین مهر؛ برزنون روستایی در بخش سرولایت شهرستان نیشابور در استان خراسان رضوی ایران است و در زمان حکومت ساسانیان دین زرتشت بوده. برزنون، مرکز دهستان برزنون است و به ترتیب در فاصله ۷۹، ۷۶ و ۷۴ کیلومتری از شهرهای نیشابور، سبزوار و  قوچان قرار دارد.

## نام‌شناخت
برزنون؛ نام رسمی این آبادی در «پایگاه ملی نام‌های جغرافیایی ایران» به صورت بَرزَنُون (barzanun)؛ و در «فرهنگ جغرافیائی ایران» (چاپ۱۳۲۹ش) به صورت بُرزِنون (borzenun) آمده و نام بومی‌اش «بورزنی» است. مردم بومی منطقه؛ وجه تسمیه «برزنون» را برگرفته از آتشکده «آذر برزین‌مهر» می‌دانند. از دیدگاه شماری از ایرانشناسان و پژوهشگران تاریخ نیز میان این نام و آتشکده بُرزین‌مِهر، پیوند و خویشاوندی وجود دارد؛ چنان‌که بخشی (=بُرزین) از نام آتشکده کشاورزان ایران (بُرزین‌مِهر)، در نام این روستا (=برزنون، بورزنی) حفظ شده و چه بسا در گذر زمان، بُرزین به شکل برزنون کنونی (صورت بومی آن= بورزنی) دگرگونی یافته باشد. از این دیدگاه و بر پایه پیشینه این نام در زبان پارسی و زبان‌های ایرانی؛ دو برداشت را در پیش دارد:
- بورزین؛ بورز + ین (پسوند نسبت[۹]): بورز (burz) در زبان پهلوی و به معنای بلندی، بزرگی، شکوه و همچنین حرمت و احترام است و این در نام آتشکده برزین‌مهر (در پهلوی: بورزن‌میتر؛ burzen mitr) به معنی مهر باشکوه[۱۰] یا مهر بلندپایه[۱۱][۱۲] آمده است.
- بُرزین؛ برز + ین (پسوند نسبت[۹]): برز یا بورز (burz) نام ایزد کشاورزی[۱۰] و آب‌هاست که به همراه باد و فَرَه، آب‌ها را تقسیم می‌کند و یکی از همکاران اَمشاسْپَند شهریور است.[۱۳] بَرز: در پهلوی (varz: کار کردن، اجرا کردن، کار و عمل؛ از varəza در اوستایی) به معنی کشت و زراعت و کشاورزی است و برزکار، برزگر و برزیگر از همین ریشه‌اند.[۱۴] چنان‌که می‌دانیم بُرزین‌مهر، آتش مقدس برزیگران بوده‌است.[۱۵]

برزین؛ همچنین نام اشخاص، همچون: پسر جهن، پسر گشتاسب، پدر گشتاسب، نام دهقانی معروف، نام سردار انوشیروان و نام مبارزی بوده ایرانی مری بویس، در اشاره به نام این روستا واژه «بُرزینان» (Borzīnān) را به کار برده و فریدون جنیدی بر نام «بورزنی» که آمارهای دولتی، «برزنون» ش می‌خوانند، تصریح نموده است. چنان‌که می‌دانیم: آذر برزین‌مهر، آتشگاه کشاورزان و برزیگران ایران باستان، بر کوه ریوند در شمال غربی نیشابور، شعله می‌کشیده است. روستای برزنون در کوهستان شمال غربی نیشابور قرار دارد.

## ویژگی‌های سرزمینی

### موقعیت جغرافیایی
برزنون، مرکز دهستان برزنون بخش سرولایت شهرستان نیشابور؛ با ارتفاع ۱۵۴۰ متر از سطح دریا، در دامنه‌های جبهه شمالی رشته‌کوه اردلان پای گرفته در موقعیت جغرافیایی ″۲۷′۳۶°۳۶ شمالی و ′۲۵″۱۷°۵۸ شرقی؛ در فاصله ۷۹ کیلومتری (از طریق جاده) شمال غربی شهر نیشابور واقع شده‌است. فاصله برزنون با نقاط عمده پیرامونی در جدول زیر آمده است:
| جای‌نام                                 | موقعیت    | دسترسی از   | فاصله جاده‌ای |
| -------------------------------------- | --------- | ----------- | ------------ |
| شهر نیشابور                            | جنوب شرقی | شرق برزنون  | ۷۹ کیلومتر   |
| شهر سبزوار                             | جنوب غربی | غرب برزنون  | ۷۶ کیلومتر   |
| شهر قوچان                              | شمال شرق  | شرق برزنون  | ۷۴ کیلومتر   |
| امامزاده حسین‌اصغر                      | جنوب      | شرق برزنون  | ۷٫۴ کیلومتر  |
| تقاطع جاده نیشابور-کلاته محمدجان-قوچان | شرق       | شرق برزنون  | ۲۲٫۵ کیلومتر |
| شهر فیروزه                             | جنوب شرقی | شرق برزنون  | ۶۲٫۷ کیلومتر |
| شهر بار                                | جنوب شرقی | شرق برزنون  | ۶۷٫۷ کیلومتر |
| ایستگاه راه‌آهن نیشابور                 | جنوب شرقی | شرق برزنون  | ۸۴ کیلومتر   |
| تقاطع جاده خوشاب-سرولایت-قوچان         | شمال      | شمال برزنون | ۳٫۴ کیلومتر  |
| شهر چکنه                               | شمال شرقی | شمال برزنون | ۳۵٫۵ کیلومتر |
| مشکان                                  | جنوب غربی | شمال برزنون | ۲۱٫۷ کیلومتر |
| صفی‌آباد                                | شمال غربی | شمال برزنون | ۵۰٫۲ کیلومتر |
| ایستگاه راه‌آهن سبزوار                  | جنوب غربی | شمال برزنون | ۳۳ کیلومتر   |
| شهر سلطان‌آباد                          | جنوب غربی | شمال برزنون | ۳۸٫۶ کیلومتر |

روستای تیران، همسایه نزدیک و در جنوب شرقی برزنون قرار دارد؛ و با فاصله‌ای: روستاهای گاوکش و شترسنگ، در جبهه شرقی؛ خیرآباد و زهان در جبهه غربی و شمال غربی؛ و امامزاده حسین‌اصغر و گرماب شاهزاده در جبهه جنوبی برزنون قرار گرفته‌اند.

### اقلیم
برزنون، در دامنه‌های جبهه شمالی رشته‌کوه اردلان استقرار یافته و دارای اقلیمی کوهستانی است که آب و هوایی سرد و معتدل را به ویژه در فصل تابستان (موسم حضور گسترده زائران در زیارتگاه امامزاده حسین‌اصغر، در نزدیکی برزنون) برای این ناحیه به ارمغان می‌آورد. کشت‌گاه‌های دیمی درختان بادام، در اطراف روستا و کوه‌های مشرف به آن، از چشم‌اندازهای این ناحیه است. باغ‌ها و مزرعه‌ها در سرتاسر شمال بافت مسکونی این روستا گسترده شده‌اند. همچنین با فاصله کمی در شمال شرقی و غرب روستا، اراضی کشاورزی خودنمایی می‌کند.

### مردم

#### جمعیت
جمعیت برزنون، طبق سرشماری ۱۳۹۰؛ ۳۵۰۸ نفر (۱۷۴۵ مرد و ۱۷۶۳ زن) مشتمل بر ۱۰۱۴ خانوار می‌باشد. بر پایه این اطلاعات آماری؛ میانگین تعداد اعضای خانوار در این آبادی، کم‌تر از ۴ نفر (۳٫۴۵ نفر به ازای هر خانوار) است. برزنون، پرجمعیت‌ترین آبادی بخش سرولایت به‌شمار می‌آید و پس از آن: چکنه (۱۸۳۴ نفر)، سلطان میدان (۱۰۰۵ نفر) و زهان (۹۵۱ نفر) در رتبه‌های بعدی قرار دارند.

#### زبان، مذهب، پیشه
زبان رایج میان مردم روستای برزنون، زبان فارسی (گویش نیشابوری) است. مذهب مردم این آبادی، شیعه و شغل‌های غالب و رایج در این روستا کشاورزی و دامداری، باغداری و کوره‌داری است و گردو و بادام، محصولات ویژه کشاورزی برزنون می‌باشند. در کتاب «فرهنگ جغرافیایی ایران» (چاپ ۱۳۲۹ش)؛ چادرشب‌دوزی و ابریشم‌بافی از زمره صنایع دستی این روستا ذکر شده روستای برزنون جزو روستاهایی است که نام خانوادگی اکثریت قریب به اتفاق مردم آن «برزنونی» است بنابراین برای سراغ گرفتن از کسی در این روستا باید نام پدر یا لقب او را دانست.

### امکانات رفاهی و فرهنگی
برزنون از زیرساخت‌های رفاهی همچون جاده ارتباطی آسفالته، فروشگاه‌ها و امکانات خرید محلی، کتابخانه عمومی، زمین و سالن ورزشی، اتصال به شبکه برق سراسری و آب لوله‌کشی، حمام عمومی، مرکز بهداشت و درمانی، خانه بهداشت، داروخانه، پزشک، بانک، تعمیرگاه خودرو، جایگاه سوخت و خدمات پستی و مخابراتی و آتش نشانی برخوردار است. همچنین مکان‌های آموزشی مقاطع مختلف (مهد کودک، پیش‌دبستانی، دبستان، مدرسه راهنمایی، دبیرستان نظری و کار و دانش و هنرستان فنی و حرفه‌ای) تا پایان تحصیلات متوسطه در این آبادی فراهم گردیده است.

### سرزمین قنات‌ها
قنات‌ها نقش مهمی در اقتصاد و زیست‌بوم مبتنی بر کشاورزی این ناحیه ایفا نموده‌اند چنان‌که به گفته‌ای از دیرزمان تا به امروز؛ ۳۲ رشته‌قنات، کار تأمین آب برزنون را بر عهده داشته و که در گذشته نه چندان دور تنها راه گذران زندگی مردم، استفاده از آب این قنات‌ها برای کشاورزی بود و امروزه نیز شماری از آن‌ها به فعالیت خود ادامه می‌دهند. محل قنات‌ها، در گفتار بومی منطقه، «کلاته» نامیده می‌شود اما متأسفانه بر اثر خشکسالی‌ها بسیاری از کلاته‌ها از بین رفته زیرا آب قنات‌ها جوابگوی درخت‌ها، یونجه و گندم آبی در کلاته‌ها نیست. شماری از قنات‌های حوزه سرزمینی برزنون، عبارتند از: برزتو، ته دره، خواجه آباد، دریاره، دهرآباد، ربیق، ریزدره، سرکاریز، شاداب، شباغان، علادی، قاسم‌آباد، کارجی، کارجی درویش، کلاته صادق، کلاته صمدآباد، کلاته موسی، کلاته نو، میان دره، نهررود و نینوا.

### صنعت و معدن
روستای برزنون، قطب صنعتی بخش سرولایت در ناحیه شمالی شهرستان نیشابور به‌شمار می‌آید؛ کارخانه تولید شیر، تولید لوله پلی‌اتیلن، کوره‌های آجرپزی صنعتی، صنایع چوب، تولید رشته آش و چندین کارگاه کیف و لباس، چند واحد گاوداری
صنعتی و نیمه صنعتی از واحدهای صنعتی این ناحیه می‌باشند. ناحیه برزنون، از دیدگاه کانی‌های فلزی نیز شایان توجه است: اندیس آهن کلاته‌موسی در جنوب شرقی برزنون قرار دارد و رگه‌های نازک و لکه‌های سیاه منگنز در حدود ۷ کیلومتری جنوب روستای برزنون دیده می‌شود.

## سرگذشت تقسیمات کشوری

### در دهستان بار معدن
بر اساس اسناد تقسیمات کشوری در دوره معاصر (قرن چهاردهم خورشیدی؛ سرشماری‌های ۱۳۲۹، ۱۳۳۵، ۱۳۴۵، ۱۳۵۵، ۱۳۶۵)؛ روستای برزنون، تا سال ۱۳۶۶ از توابع دهستان «بار و معدن» که یکی از دهستان‌های چهارگانه (=اربقایی (اربقاین)، بارمعدن، سرولایت، ماروسک) بخش سرولایت شهرستان نیشابور بوده‌است.

### در دهستان بینالود
در تاریخ ۱۳۶۶/۱۰/۲۸، بر اساس تصویب‌نامه شماره ۱۱۷۹۵۲/ت۹۱۷؛ پانزده دهستان در شهرستان نیشابور ایجاد شد که یکی از آن‌ها «دهستان بینالود» بود و چنان‌که در مستندات تقسیمات کشوری ۱۳۷۰، ۱۳۷۲، ۱۳۷۳، ۱۳۷۵، ۱۳۷۶ و ۱۳۸۱ آمده، روستای برزنون، در این دوره زمانی، از توابع این «دهستان» بوده‌است.

### مرکز دهستان برزنون
در اواخر سال ۱۳۸۱ و اوایل ۱۳۸۲، در پی تغییری در تقسیمات شهرستان، دهستان بینالود از بخش سرولایت منتزع شد و به بخش تحت جلگه پیوست و بخشی از این دهستان، «دهستان برزنون» امروزی را تشکیل داد. باری؛ بر پایه تصویب‌نامه شماره ۵۳۴۵۶ت۲۷۲۵۷ه‍ به تاریخ ۱۳۸۱/۱۱/۳۰ که در تاریخ ۱۳۸۱/۱۲/۲۷ به تأیید مقام ریاست جمهوری اسلامی ایران رسید؛ پیرو جلسه تاریخ ۱۳۸۱/۱۲/۱۸ کمیسیون سیاسی ـ دفاعی هیئت وزیران؛ دهستان برزنون به مرکزیت روستای برزنون، مشتمل بر ۵۱ روستا، مزرعه و مکان، در برگیرنده: آرمدک، آغل بزنقوره، الله‌آباد، امامزاده حسین‌اصغر، باریک‌آب، برزنون، بینوا، تخته‌مشک، ته‌دره، به‌منگان، تیران، چشمه، خواجه‌حسن، خیرآباد، درمانگاه برزنون، درویش‌علی مقری، دیلق، رستم‌آواه، زهان، سرخ‌چشمه، سعدی، سلمه‌کاریز، سه‌چاه، شاداب، شباغوتی، شترسنگ، عشرت‌آباد، قاسم‌آباد، قره‌گل، قره‌مراد، رضاآباد، کارجی، کلاته آقا خودرو، کلاته آقامحمد، کلاته حاجی، کلاته حاجی غلامعلی، کلاته محمد، کلاته صدوقی، کلاته موسی، کلوتی، کلوخی سفلی، کلوخی علیا، کوره ایوب، گاوکش، گرجی دره، گرجی کو، مورفی، موزائیک‌سازی اطمینان، نهربند، یکه لنگه؛ در تابعیت بخش سرولایت شهرستان نیشابور، ایجاد و تأسیس گردید. دهستان برزنون و دهستان سرولایت، در تقسیمات کنونی، بخش سرولایت شهرستان نیشابور را تشکیل می‌دهند.

## پیشینه تاریخی

### سرولایت، ارغیان و پیش از آن
روستای برزنون، از قدیمی‌ترین روستاهای سرولایت به‌شمار می‌رود. دهستان برزنون، در بخش جنوبی بخش سرولایت امروزین قرار گرفته، و سرولایت؛ چنان‌که در پیشینه‌های اسناد رسمی تقسیمات کشوری آمده، محدوده نسبتاً گسترده‌ای است که از حدود جنوب قوچان امروزی تا دهستان بار و معدن (قدیم) و از جلگه ماروسک تا مشکان و دره یام را در قلمرو خود داشته‌است. این منطقه چنان‌که از کتب تاریخ و جغرافیای قدیم برداشت می‌شود، بخشی از ولایت ارغیان قدیم بوده یا پیوندهایی ژرف با آن دارد. فریدون گرایلی، تاریخ‌نگار، سرولایت را گذرگاه ایران و توران دانسته، از پیوند تاریخ این منطقه با دوران پارتیان و از وجود شهری تاریخی به نام جوزگان در این بوم خبر می‌دهد و تصریح می‌نماید که سرولایت، اصرار زیادی را در طی قرون و اعصار در دل خویش، جای داده و کوه‌های سر به فلک کشیده آن، شاهدی بر این فراز و نشیب‌هاست. آثاری همچون آرامگاه امامزاده حسین‌اصغر (ع)، گوردخمه‌ها و سرداب‌های تیران و گاوکش در دهستان برزنون، نشانه‌هایی از حیات تاریخی این بخش از بوم سرولایت نیشابور می‌باشند. همچنین باید افزود که بوم برزنون به گونه ویژه‌ای با ناحیه رِیوَند باستانی و آتشکده معروف آن، بُرزین‌مِهر، پیوند دارد.

### پیوند با ریوند کهن
برزنون بر دامنه‌های جبهه شمالی رشته‌کوه اردلان واقع شده‌است رشته‌کوه اردلان (از شاخه‌های رشته‌کوه‌های بینالود) که در جبهه جنوبی-غربی برزنون قرار گرفته‌است جداکننده بخش سرولایت و شهرستان فیروزه می‌باشد. آرامگاه امامزاده حسین‌اصغر [در قلمرو دهستان برزنون] بر خط‌الراس در شمال غربی رشته‌کوه اردلان، معدن فیروزه [در قلمرو شهرستان فیروزه] در دامنه‌های جنوبی میانه رشته‌کوه و برکه‌های سی‌سر [منطبق بر دریاچه ریوند باستان؛ در قلمرو دهستان بینالود] در دامنه شمالی منتهی‌الیه جنوب غربی رشته‌کوه؛ سه پدیده‌ای هستند که سررشته پیوند این ناحیه با منطقه ریوند قدیم نیشابور می‌باشند. چنان‌که در نوشتار جغرافی‌نویسان قدیم آمده: معدن فیروزه در ناحیه ریوند نیشابور قرار داشته و ریوند، ناحیه‌ای بوده پیوسته به شهر نیشابور که در سه سوی دیگر گسترده شده و حدود آن به مرزهای ولایت‌های طوس (در شمال شرقی نیشابور)، بیهق (در غرب نیشابور) و پشت (در جنوب نیشابور) می‌رسیده است. و چنان‌که جغرافی‌نگاران قدیم تصریح نموده‌اند که شهر مرکزی ناحیه ریوند؛ میان ولایت‌های توس و جوین و در مسیر راه نیشابور به مهرجان (یا مهرگان) و اسفراین؛ یعنی در شمال غربی نیشابور واقع بوده و برزنون در شمال غربی نیشابور و در ناحیه یا نزدیک ناحیه‌ای که شهر کهن ریوند استقرار داشته، قرار دارد.

### در جغرافیای برزین‌مهر
در «بندهش»، از متون کیش زرتشت پیامبر، آمده است که: ریوند، خانه آذر بُرزین‌مهر است. آتشکده آذرِ بُرزین‌مِهر، بر فراز کوه ریوند خراسان، در نزدیکی نیشابور قرار داشته ایران‌شناسانی همچون هوتوم-شیندلر، مارکوارت نیز جایگاه آذربرزین‌مهر در روستای ریوند نیشابور و بر فراز تپه‌ای به همین نام (=ریوند) دانسته‌اند. نوشته‌های جغرافی‌نویسان قدیم دربارهٔ قریه ریوند و معدن فیروزه در منطقه ریوند نیشابور، از قرائن تاریخی این دیدگاه می‌باشند. و ایرانشناسان همچون مری بویس، فریدون جنیدی و … به‌طور خاص؛ رشته‌کوهی (کوه اردلان) که روستای برزنون (بورزنی) و معدن فیروزه در آنجا قرار دارد را ریوندکوه دانسته و محل آذربرزین‌مهر معرفی کرده‌اند و بویس اذعان می‌نماید که یک بخش از نام این آذر (= بُرزین‌مهر)، در نام روستای برزنون (Borzīnān) حفظ شده‌است. این منطقه در پژوهش احمدرضا سالم، چنین توصیف شده‌است: ناحیه‌ای کوهستانی، تپه‌های بلند و مشرف بر دشت‌های وسیع که می‌تواند جایگاهی مناسب برای بنای یک آتشکده باشد. وجود امامزاده‌ای در نزدیکی روستای برزنون را نباید نادیده گرفت؛ همسایگی نیایشگاه‌های ایرانی با آرامگاه‌ها موضوع جدیدی نیست.

## گردشگری و آثار تاریخی

### بوم‌گردی و طبیعت
برزنون همراه با پیوندهای جغرافیایی، تاریخی و فرهنگی با نیشابور، ناحیه ریوند، ولایت ارغیان و بخش سرولایت؛ از دیدگاه قرار گرفتن در دامنه کوه اردلان و منطقه کوهستانی سرولایت، از چشم‌اندازهای طبیعی کوهستانی شایانی برخوردار است. در یک گزارش خبری، فضای روستایی تیران که در ۱۴۵۰ متری برزنون قرار دارد چنین توصیف شده‌است: در پای کوه‌های زیبا و پر از درخت بادام، باغات سرسبز با انواع درختان گردو، سیب و انگور و گلابی واقع شده؛ آب و هوایی خنک در ماه‌های گرم سال، هوای دل‌انگیز، قنات‌هایی با آب گوارا و کوچه‌باغ‌های زیبا هر بازدیدکننده‌ای را مجذوب خود می‌کند؛ بازدید از گندم‌زارها، دشت‌های وسیع و کوه‌های بلند مشرف به این دشت‌ها خالی از لطف نیست.

### آتشگاه کشاورزان
این بوم، با نظر به دیدگاه‌های مطرح شده از سوی دانشمندان و پژوهشگران تاریخ و فرهنگ ایران در زمینه بازشناسی کوه نزدیک روستای برزنون (و در همسایگی امامزاده حسین‌اصغر) به عنوان جایگاه آتشکده اصلی کشاورزان ایران دوره مزدیسنایی (آذر برزین‌مهر)؛ یکی از نواحی مورد توجه ایران‌شناسان، تاریخ‌نگاران و باستان‌شناسان است.

### امامزاده حسین‌اصغر
بقعه امامزاده حسین‌اصغر (ع) در جبهه جنوبی برزنون در شمال غربی نیشابور و در خط‌الراس رشته‌کوه اردلان و بر فراز ارتفاعات سنگی اردلان و جازندر و بین روستای گرماب شاهزاده شهرستان فیروزه و روستای برزنون از بخش سرولایت شهرستان نیشابور واقع شده‌است. این آرامگاه، زیارتگاهی شناخته شده در میان شهرستان‌های منطقه است و مردم نیشابور، قوچان، فیروزه، خوشاب، جوین، سبزوار و دیگر شهرستان‌های پیرامونی به زیارت این امامزده می‌آیند. شخصیت مدفون در این بقعه که به عنوان حسین الاصغر، فرزند بلافصل امام زین‌العابدین (ع)، خوانده می‌شده در میان مردم بومی منطقه به امامزاده شاهزاده حسین‌اصغر و شاهزاده حسین و شاهزاده علی‌اصغر (ع) مشهور است. بنای آرامگاه، دارای یک ایوان ورودی در جهت شرق و دو دالان طاق‌دار ورودی در شمال است. در زمان‌های گذشته، اتاق مقبره دارای یک ضریح چوبی منبت‌کاری شده بود که در داخل محفظه‌ای از شیشه نگهداری می‌شد اما امروزه ضریح موجود در بنا، فلزی و جدید است. فضای گنبدخانه دارای پلان چهارگوش بوده که در هر ضلع آن یک ورودی بزرگ با قوس جناقی تعبیه شده، پلان چهارضلعی بقعه به وسیله چهار فیلپوش در ارتفاع ۳۸۰ سانتی‌متری در چهار گوشه بنا به هشت‌ضلعی تبدیل شده که به دایره و سپس به گنبد ختم می‌شود. در شمال شرقی بنا یک زائرسرا توسط اداره اوقاف ساخته شده‌است. پس از ورودی غربی داخل بقعه، محوطه‌ای است که کاربری مسجد داشته و یک بنای الحاقی است که احتمالاً مربوط به دوره صفویه باشد. این محوطه چهارگوش بوده که به وسیله دو ستون قطور به چهار قسمت تقسیم می‌شود که بالای هر قسمت به وسیله یک طاق یا گنبد کم‌خیز نیم‌کاسه‌ای پوشیده شده‌است. بسیاری از کارشناسان این بنا را از نظر خصوصیات معماری، مربوط به قرن هفتم دانسته‌اند.

## فهرست منابع
- «آذر برزین‌مهر»، مری بویس، وبگاه دانشنامه ایرانیکا، ۱۵ دسامبر ۱۹۸۳، بازنگری ۲۲ جولای ۲۰۱۱، تاریخ بازدید: ۱۸ دی ۱۳۹۵.
- «آستان مقدس امامزاده شاهزاده حسین اصغر (علیه السلام)-برزنون»، تاریخ بازدید: ۱۳۹۵/۱۰/۱۰.
- «آشنایی با تیران؛ گنجینه ناشناخته سرولایت نیشابور»، حامدصادقی، وبگاه همشهری آنلاین، یکشنبه ۷ دی ۱۳۹۳، تاریخ بازدید: ۱۲/۱۰/۱۳۹۵.
- «احسن‌التقاسیم فی معرفةالاقالیم»، شمس‌الدین ابی عبدالله محمد مقدسی، بیروت: دارصادر، ۱۹۰۶م.
- اصلاحات تقسیماتی در استان خراسان بایگانی‌شده  در ۶ ژانویه ۲۰۱۷ توسط Wayback Machine، مرکز پژوهشهای مجلس شورای اسلامی ایران، تاریخ بازدید: ۱۳۹۵/۱۰/۱۰.
- «اوستا، کهن‌ترین سرودها و متنهای ایرانیان»، گزارش و پژوهش جلیل دوستخواه، تهران: مروارید، ۱۳۷۵.
- «ایران در زمان ساسانیان»، آرتور کریستنسن، ترجمه رشید یاسمی، تهران: صدای معاصر، ۱۳۹۳.
- «بانک اطلاعاتی قنات‌های کشور[پیوند مرده]»، وبگاه انجمن هیدرولوژی ایران، تاریخ بازدید: ۲۰ دی ۱۳۹۵.
- «برزنون؛ روستایی با ۳۲ قنات»، انوری، روزنامه خراسان (رضوی)، یکشنبه ۱۱ خرداد ۱۳۹۳، شماره۲۷۳۱، ص۷.
- «برهان قاطع»، محمدحسین بن خلف تبریزی، به اهتمام محمد معین، تهران: امیرکبیر، ۱۳۹۳.
- «بندهش»، فرنبغ دادگی، گزارنده مهرداد بهار، تهران: توس، ۱۳۹۰.
- «بندهش هندی»، تصحیح و ترجمه رقیه بهزادی، تهران: پژوهشگاه علوم انسانی و مطالعات فرهنگی، ۱۳۸۸.
- «پایتخت‌های ایران»، به کوشش محمدیوسف کیانی، تهران: سازمان میراث فرهنگی و گردشگری کشور، ۱۳۷۴.
- «پایگاه ملی نام‌های جغرافیایی ایران؛ برزنون»، حامدصادقی، وبگاه سازمان نقشه‌برداری کشور، تاریخ بازدید: ۱۸ دی ۱۳۹۵.
- «پژوهشی در اساطیر ایران»، مهرداد بهار، تهران: آگه، ۱۳۹۳.
- «تاریخ نیشابور»، ابوعبدالله حاکم نیشابوری، ترجمه محمد بن حسین خلیفه نیشابوری، با مقدمه و تصحیح و تعلیقات محمدرضا شفیعی کدکنی، تهران: آگه، ۱۳۷۵.
- «تقسیمات کشوری»، مرکز آمار ایران، تاریخ بازدید: ۱۳۹۵/۱۰/۱۰.
- «روز امامزاده شاهزاده ثبت ملی شد»، روزنامه تفاهم، دوشنبه ۲۶ مهر ۱۳۹۵، سال یازدهم، شماره ۲۹۲۷، ص۷.
- «زمین‌شناسی، آلتراسیون، کانه‌زائی، ژئوشیمی و پتانسیل‌های معدنی منطقه کانی‌سازی شمال غرب نیشابور»، علیرضا غیاثوند و دیگران، دومین همایش انجمن ملی زمین‌شناسی اقتصادی ایران، ۱۵–۱۶ تیرماه ۱۳۹۰.
- «سرگذشت تقسیمات کشوری ایران (کتاب اول از ۱۲۸۵ تا ۱۳۸۵ هـ. ش)»، فاطمه فریدی مجید، نجمه ملک‌پور، تهران: بنیاد ایران‌شناسی، ۱۳۸۸، ج۳.
- «صورة الارض»، ابی‌القاسم ابن حوقل النصیبی، بیروت: دار صادر، ۱۹۳۸م.
- «فرهنگ اساطیر ایرانی؛ بر پایه متون پهلوی»، خسرو قلی‌زاده، تهران: بنگاه ترجمه و نشر کتاب پارسه، ۱۳۹۲.
- «فرهنگ جغرافیائی ایران»، دایره جغرافیایی ستاد ارتش، تهران: ۱۳۲۹.
- «فرهنگ زبان پهلوی»، بهرام فره‌وشی، دانشگاه تهران: تهران، ۱۳۹۰.
- «فرهنگ شاهنامه»، رضازاده‌شفق، به کوشش و تصحیح مصطفی شهابی، تهران: انجمن آثار ملی، ۱۳۲۰.
- «گزارش تصویری و تحلیل فنی از سردابه گاوکش نیشابور»، احسان محمدحسینی، فاطمه کردی، سینا؛ خبرگزاری علم و فرهنگ، ۱۳۹۵/۰۱/۰۳، تاریخ بازدید: ۱۳۹۵/۱۰/۱۰.
- «گزارش تصویری و تحلیل فنی از بقعه امامزاده حسین نیشابور»، احسان محمدحسینی، فاطمه کردی، سینا؛ خبرگزاری علم و فرهنگ، ۱۳۹۵/۰۶/۰۳، تاریخ بازدید: ۱۳۹۵/۱۰/۱۰.
- «گزیده‌های زادسپرم»، ترجمه محمدتقی راشد محصل، تهران: مؤسسه مطالعات و تحقیقات فرهنگی، ۱۳۶۶.
- «لغت‌نامه»، علی‌اکبر دهخدا، دانشگاه تهران: تهران، ۱۳۷۷.
- «معرفی شهرستان فیروزه بایگانی‌شده  در ۶ ژانویه ۲۰۱۷ توسط Wayback Machine»، محمد تاجیک، پورتال استانداری خراسان رضوی، تاریخ بازدید: ۱۳۹۵/۱۰/۱۰.
- «نتایج سرشماری عمومی نفوس و مسکن ۱۳۹۰ - شناسنامه آبادی‌ها - خراسان رضوی»، وبگاه مرکز آمار ایران، تاریخ بازدید: ۲۰ آذر ۱۳۹۵.
- «نقشه تقسیمات شهرستان نیشابور»، دفتر آمار و اطلاعات معاونت آمار و برنامه‌ریزی استانداری خراسان رضوی، تاریخ بازدید: ۶ آبان ۱۳۹۵.
- «نیشابور، شهر دورازه‌های خورشید»، فریدون جنیدی، وبگاه سازمان پژوهش فرهنگ ایران، تاریخ بازدید: ۱۸ دی ۱۳۹۵.
- «نیشابور؛ شهر فیروزه»، فریدون گرایلی، مولف، ۱۳۷۵.
- «نیشابور و آتش اهورایی»، احمدرضا سالم، کتاب ماه هنر، آذر و دی ۱۳۸۳، شماره ۷۵و ۷۶، ص۱۴۷–۱۵۲.
- «یسنا؛ بخشی از کتاب اوستا»، تفسیر و تألیف ابراهیم پورداود، تهران: اساطیر، ۱۳۸۷.